# Distribució conjunta
En el camp de la probabilitat, donades dues variables aleatòries {\displaystyle X} i {\displaystyle Y}, la distribució conjunta de {\displaystyle X} i {\displaystyle Y} és la distribució de probabilitat de la intersecció d'esdeveniments associats a {\displaystyle X} i {\displaystyle Y}, és a dir, dels esdeveniments {\displaystyle X=x} i {\displaystyle Y=y} passant de forma simultània. En el cas de només dues variables aleatòries s'anomena una distribució bivariada, però el concepte es generalitza a qualsevol nombre de variables aleatòries.

## Cas discret
Per a variables aleatòries discretes, la funció de probabilitat conjunta aquesta donada per:
{\displaystyle {\begin{aligned}\mathrm {P} (X=x\ \mathrm {i} \ Y=y)&{}=\mathrm {P} (Y=y\mid X=x)\cdot \mathrm {P} (X=x)\\&{}=\mathrm {P} (X=x\mid Y=y)\cdot \mathrm {P} (Y=y).\end{aligned}}}
Donades aquestes probabilitats, s'ha de:
{\displaystyle \sum _{x}\sum _{y}\mathrm {P} (X=x\ \mathrm {i} \ Y=y)=1.\;}

## Cas continu
De forma semblant que per a les variables aleatòries discretes, la funció de densitat de probabilitat conjunta es pot escriure com f  X, Y  (x, y) tenint :
{\displaystyle f_{X,Y}(x,y)=f_{Y|X}(y|x)f_{X}(x)=f_{X|Y}(x|y)f_{Y}(y)\;}
a on {\displaystyle f_{Y|X}(y|x)} i {\displaystyle f_{X|Y}(x|y)} donen la distribució condicional de {\displaystyle Y} donat {\displaystyle X=x} i de {\displaystyle X} donat {\displaystyle Y=y} respectivament, i {\displaystyle f_{X}(x)} i {\displaystyle f_{Y}(y)} donada la distribució marginal per X i Y respectivament.
De nou, donat que són distribucions de probabilitat:
{\displaystyle \int _{x}\int _{y}f_{X,Y}(x,y)\,dy\,dx=1.}